# Europa occidental

Els estats de l'Europa occidental

Europa durant la Guerra Freda - blocs

La divisió d'Europa en dues meitats, una d'occidental i una altra d'oriental, és causada per raons històriques i no pas geogràfiques. Després de la Segona Guerra Mundial, i sobretot amb el començament de la Guerra Freda, el continent europeu va quedar dividit en dues zones, de diferent influència política, i fou l'Europa occidental l'àrea del capitalisme. La cohesió d'aquests països es pot cercar en la divisió de l'Imperi Romà, atès que els estats occidentals tenien com a llengua principal el llatí, en oposició al grec de la part oriental. L'Europa occidental inclou els estats següents:
| Estat             | Població    | Superfície (km²) | Capital             |
| ----------------- | ----------- | ---------------- | ------------------- |
| Alemanya          | 81.799.000  | 357.000          | Berlín              |
| Andorra           | 85.082      | 468              | Andorra la Vella    |
| Àustria           | 8.219.000   | 83.870           | Viena               |
| Bèlgica           | 10.438.000  | 30.530           | Brussel·les         |
| Ciutat del Vaticà | 836         | 0,4              | Ciutat del Vaticà   |
| Espanya           | 47.042.000  | 505.370          | Madrid              |
| França            | 65.630.000  | 643.430          | París               |
| Grècia            | 10.767.000  | 131.957          | Atenes              |
| Irlanda           | 4.722.000   | 70.273           | Dublín              |
| Islàndia          | 313.180     | 103.000          | Reykjavík           |
| Itàlia            | 61.261.000  | 301.340          | Roma                |
| Liechtenstein     | 36.713      | 160              | Vaduz               |
| Luxemburg         | 509.070     | 2.586            | Ciutat de Luxemburg |
| Malta             | 409.800     | 316              | La Valletta         |
| Mònaco            | 30.510      | 2                | Mònaco              |
| Països Baixos     | 16.730.000  | 41.540           | Amsterdam           |
| Portugal          | 10.781.000  | 92.090           | Lisboa              |
| Regne Unit        | 63.047.000  | 243.610          | Londres             |
| San Marino        | 32.140      | 61               | San Marino          |
| Suïssa            | 7.925.000   | 41.277           | Berna               |
| Total             | 389.778.331 | 2.648.880,4      |                     |